# Baopals
중국 상하이에 설립한 Baopals (바오팔스)는영어. 한국어, 러시아어로 타오바오와 (淘宝) 티몰을（天猫） 쇼핑을 할 수 있는 온라인 쇼핑 플랫폼이다. 중국 내 외국인 대상으로 2016년 설립후 현재까지 타오바오와 티몰과 고객들 사이에 브리지 역할을 하며 서비스 중심인 스타트업으로 많은 언론 매체의 관심을 주목 받고 있다.
2017년 10월, Baopals는 상하이에서 열린 가장 오래된 선발 대회 중 하나인 "상하이 떠오르는 스타트업10위권상”을 수상한 최초의 외국 팀이 되어 중국 정부뿐만 아니라 알리바바 소속 타오바오의 큰 주목을 받기도 했다.

## 역사
중국에 살고 있는 외국인 3인방이 중국 생활의 편의를 생각해 시작된 아이디어이다. 첫번째 임무는 바로 전 중국 국민이 사용하는 타오바오와 티몰에서 중국어를 모르는 외국인도 쇼핑할 수 있도록 돕는 것이다. 7개월간의 개발 끝에 2016년 2월 베타 유저들에게 공개되었다. 현재, 플랫폼에서 판매된 제품은 120만개가 넘으며 총 상품 가치는 미화 천만달러가 넘는다.
찰스 에릭슨은 차이나 데일리 (China Daily)와의 인터뷰에서 다음과 같이 말했다.
그 생각은 우리 모두의 필요에 의해 생겨났다. 나는 항상 중국인 동료들에게 타오바오에서 물건을 사는 것을 도와 달라고 부탁했다. 따라서 우리는 이러한 독립성을 실현하기 위한 방법을 찾고자 했다.[4]
JayThornhill은 이 회사의 기술 플랫폼에서 다음과 같이 말했다.
[사람들은 우리가 타오바오와 티팔에서 제품을 직접 고르고 있다고 생각할 수도 있지만, 우리의 기술은 실제로 모든 것을 타오바오와 티몰에서 실시간으로 연결한다. 그래서 모든 제품과 판매자들은 우리와 전혀 상관이 없다.[5]
2017년에는 OTEC국제 스타트업 대회와 상하이 혁신 스타트업 대회에서 우승한 바 있다. 상하이 데일리 디지털 미디어 블로그 세일로부터의 바오팔의 프로필에 따르면, 대략 43퍼센트의 주문은 상하이의 고객, 20퍼센트는 베이징에서 오고 나머지는 기타 중국 지역이다.

## 인식
2016년2월 출시와 동시에 중국 상하이 현지 언론에 보도되었다. That’s Shanghai (현지 외국 언론 매체)는 이렇게 말했다."더이상 걱정 말아. 왜냐하면 당신을 위해 만들어졌으니까요. 타오바오 영어 버전이라고 할 수 있지만 세련된 외국인 친화적인 인터페이스와 검색에 도움이 되는 외국인 취향에 걸맞는 다양한 카테고리로 정리가 되어 보여진다.”
지난 4월, City Weekend는 "오랜 시간이었지만, 드디어 우리 외국인 커뮤니티를 위해 바오팔은 타오바오와 티몰의 문을 열어주었다. 번역해준 것만으로도 감사한 일이지만, 중국 시장을 반영하는 쉬운 배송과 빠른 결제 옵션을 제공해주기도 해서 외국인들이 쉽게 사용이 가능하다. 흔한 중간 상인의 역할보다는 Baopals는 고객들이 더 독립적인 쇼핑 경험을 할 수 있도록 설계해 두었다.”
따라서 Global Times의 보도로 중국 전국에 알려지는 동시에 세계 스타트업 언론 매체 Tech Crunch Media의 TechNode의 매인 기사로 웹사이트에 장식 되었다. “주로 외국 기업들은 그들의 나라의 혁신을 중국으로 가져오지만, 이 스타트업은 중국 최대 기업 아이디어를 바탕으로 해서 외국인들 입맛에 딱 맞게 만들어 놓은 샘이다.”
2017년 3월 City Weekend (베이징)에서 발표한 기사는 ”중국어 문맹자를 위한 해결책”이라고 바오팔을 소개했었다. 또 8월 China Daily는 찰스 에릭슨의 말을 인용해 “서구로 돌아가봤자 기회는 여전히 중국의 것이다.” 라고 보도했다.
2017년 8월, 현지 온라인 돌고래방송 (Dolphin Video)은 바오팔 사무실과 창업자들의 집을 바탕으로해 회사의 역사와 특이한 상품 소개를 더해 재미있는 영상을 제작해 주었다. 영상을 올린 후 12시간안에 백만건 이상의 조회수를 기록하며 이틀 후에는 1,950 만건을 기록했다.